# Ya'bad
Ya'bad (en arabe: يعبد) est une municipalité située au nord de Cisjordanie (20 km à l'ouest de Jénine approximativement). L'altitude moyenne de la petite ville est de 370 m. Ya'bad comptait 13640 habitants en 2007. Le maire est Walid Abadi qui a été élu en 2005.

## Économie
L'économie de Ya'bad repose sur l'agriculture. La plupart des terres locales sont utilisées pour cultiver des oliviers et des céréales.
Voici un tableau illustrant l'utilisation des terres de la ville en 1945:
| Type utilisé         | Hectares |
| -------------------- | -------- |
| cultures irriguées   | 603,5    |
| culture de l'olivier | 721      |
| cultures de céréales | 995,5    |
| stérile              | 2172,3   |
| bâti                 | 9,2      |

## Personnalités liées à la commune
- Izz al-Din al-Qassam